# Giuseppe De Rita
Giuseppe De Rita (Roma, 27 luglio 1932) è un sociologo italiano.

## Biografia
Nato a Roma nel 1932, dopo aver frequentato il liceo classico presso l'Istituto Massimiliano Massimo dei Padri Gesuiti, nel 1954 si laurea in giurisprudenza. Dal 1955 al 1963 è funzionario, con Giorgio Ceriani Sebregondi, della Svimez (Associazione per lo Sviluppo del Mezzogiorno) di cui dirige la sezione sociologica dal 1958 al 1963.
Nel 1964 è - assieme a Pietro Longo e Gino Levi Martinoli - tra i fondatori del Censis (Centro Studi Investimenti Sociali), di cui è stato consigliere delegato per dieci anni e poi segretario generale dal 1974, diventandone, infine, presidente nel 2007. A partire dal 1967, le attività di ricerca e gli spunti di analisi dell'istituto vengono condensati nel Rapporto sulla situazione Sociale del Paese - giunto nel 2024 alla 58ª edizione.
È stato Presidente del Consiglio Nazionale dell'Economia e del Lavoro (CNEL) dal 1989 al 2000.
Svolge intensa attività di pubblicista, è editorialista del Corriere della Sera e partecipa ai più importanti convegni e dibattiti sulle condizioni e le linee di sviluppo della società italiana.

## Opere
- Giuseppe De Rita (prefazione), Evoluzione e sviluppo del tessuto socio-economico del materano, 1986, Milano, FrancoAngeli (a cura della Camera di Commercio di Matera).
- Giuseppe De Rita,Gennaro Acquaviva, La chiesa galassia e l'ultimo concordato, Milano, Rusconi, 1987, ISBN 88-18-12047-6.
- Giuseppe De Rita, Le professioni del sociale, Segrate, Mondadori-Le Monnier, 1991, ISBN 88-00-710018.
- Giuseppe De Rita, Una città speciale. Rapporto su Venezia, Venezia, Marsilio, 1993, ISBN 978-88-317-57850.
- Giuseppe De Rita, Aldo Bonomi, Manifesto per lo sviluppo locale: dall'azione di comunità ai Patti territoriali, Torino, Bollati Boringhieri, 1998, ISBN 88-339-1088-1.
- Giuseppe De Rita, Antonio Galdo, Capolinea a Nordest, Venezia, Marsilio, 2001, ISBN 88-317-7691-6.
- Giuseppe De Rita, Il regno inerme: società e crisi delle istituzioni, Torino, Einaudi, 2002, ISBN 88-06-16115-6.
- Giuseppe De Rita, Aldo Bonomi, Massimo Cacciari, Che fine ha fatto la borghesia? Dialogo sulla nuova classe dirigente in Italia, a cura di Antonino Zaniboni, Torino, Einaudi, 2004, ISBN 88-06-17553-X.
- Giuseppe De Rita, Come siamo cambiati, Roma, Edizioni dell'Asino, 2008, ISBN 978-88-635-70038.
- Giuseppe De Rita, Maria Luisa De Rita, Cinquant'anni a Courmayeur, Roma, Liaison, 2010, ISBN 978-88-955-86168.
- Giuseppe De Rita, Antonio Galdo, L'eclissi della borghesia, Roma-Bari, Laterza, 2011, ISBN 978-88-420-9793-8.
- Giuseppe De Rita, Antonio Galdo, Il popolo e gli dei, Roma-Bari, Laterza, 2014, ISBN 978-88-581-0986-1.
- Giuseppe De Rita, Aldo Bonomi, Dialogo sull'Italia, Milano, Apogeo, 2014, ISBN 978-88-503-32922.
- Giuseppe De Rita, La piazza, quel raccoglitore di tensioni e di domande di relazionalità (contributo al volume “Piazze in piazza” di Giampiero Castellotti), Roma, SPedizioni editore, 2016. ISBN 978-88-941517-0-1
- Giuseppe De Rita, Dappertutto e rasoterra. Cinquant'anni di storia della società italiana, Segrate, Mondadori, 2019, ISBN 978-880-4683469.
- Giuseppe De Rita, Antonio Galdo, Prigionieri del presente. Come uscire dalla trappola della modernità, Einaudi, Torino, 2018.
- Giuseppe De Rita, Come cambia l'Italia. Discontinuità e continuismo, Roma, edizioni E/O, 2020, ISBN 978-88-335-72116.
- Giuseppe De Rita, Il lungo Mezzogiorno, Roma-Bari, Laterza, 2020, ISBN 978-88-581-39837.
- Giuseppe De Rita, Goffredo Fofi, Cecrope Barilli, una vita d'eccezione, Roma, Edizioni dell'Asino, 2022, ISBN 978-88-635-74678.
- Giuseppe De Rita, Lorenzo Salvia, Oligarca per caso, Solferino, Milano, 2024. ISBN 978-88-282156-8-4.